# イリア・マリニン
イリア・マリニン（Ilia Malinin、2004年12月2日 - ）は、アメリカ合衆国のフィギュアスケート選手（男子シングル）。世界選手権2連覇（2024年、2025年）、グランプリファイナル2連覇（2023年、2024年）、全米選手権3連覇（2023年 - 2025年）。史上初の4回転アクセルジャンプ成功者。

## 経歴

### ノービス・ジュニア時代
2004年12月2日、アメリカ合衆国のバージニア州フェアファックスにて生まれる。オリンピック出場経験のあるフィギュアスケーターであり、コーチの両親（母：タチアナ・マリニナ、父：ロマン・スコルニアコフ）のもと、6歳でスケートを始める。
2018–19シーズンには、羽生結弦の『SEIMEI』風の衣装で演技したこともある。

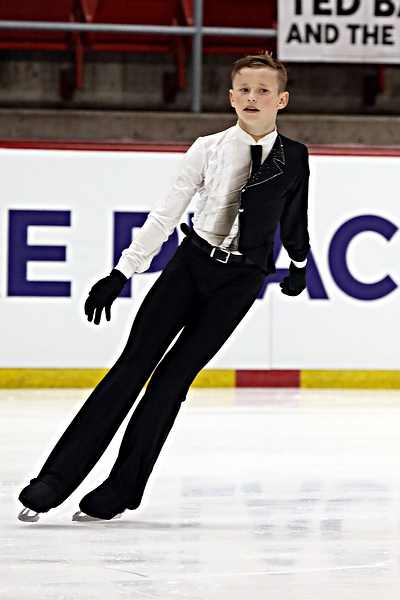
2019年レークプラシッドにて

2019–20シーズン、ジュニアグランプリシリーズに初参戦し、レークプラシッドで4位、エーニャ・ノイマルクトで7位となる。怪我のため全米選手権には出場できなかったが、シーズン序盤の成績から世界ジュニア選手権の代表に選ばれた。世界ジュニア選手権では16位となる。
2020–21シーズン、新型コロナウイルス流行の影響で、ジュニアグランプリシリーズは中止となった。シニアのスケートアメリカに招待され、ロックダウン中に習得した4回転ジャンプを成功させ5位となった。足首の怪我により予選を欠場したため、全米選手権への出場は叶わなかった。
2021–22シーズン、ジュニアグランプリ第1戦フランス大会と第7戦オーストリア大会に出場しそれぞれ優勝。ジュニアグランプリファイナルへの出場が決まっていたが、オミクロン株流行の影響で中止となった。全米選手権では、ジュニアながら当時の世界王者ネイサン・チェンに続く2位に入った。シニアでの実績がないことから北京オリンピック代表には選ばれなかったが、シニアの世界選手権の代表に選ばれた。初出場の世界選手権では、ショートプログラムで100点台の高得点をマークし4位発進。フリースケーティングではミスが相次ぎ、総合9位に終わった。世界ジュニア選手権ではショートプログラム・フリースケーティング・総合得点すべてでジュニアの世界歴代最高得点を更新し、優勝を果たした。

### シニア時代

#### 2022–23シーズン：史上初の4回転アクセル成功

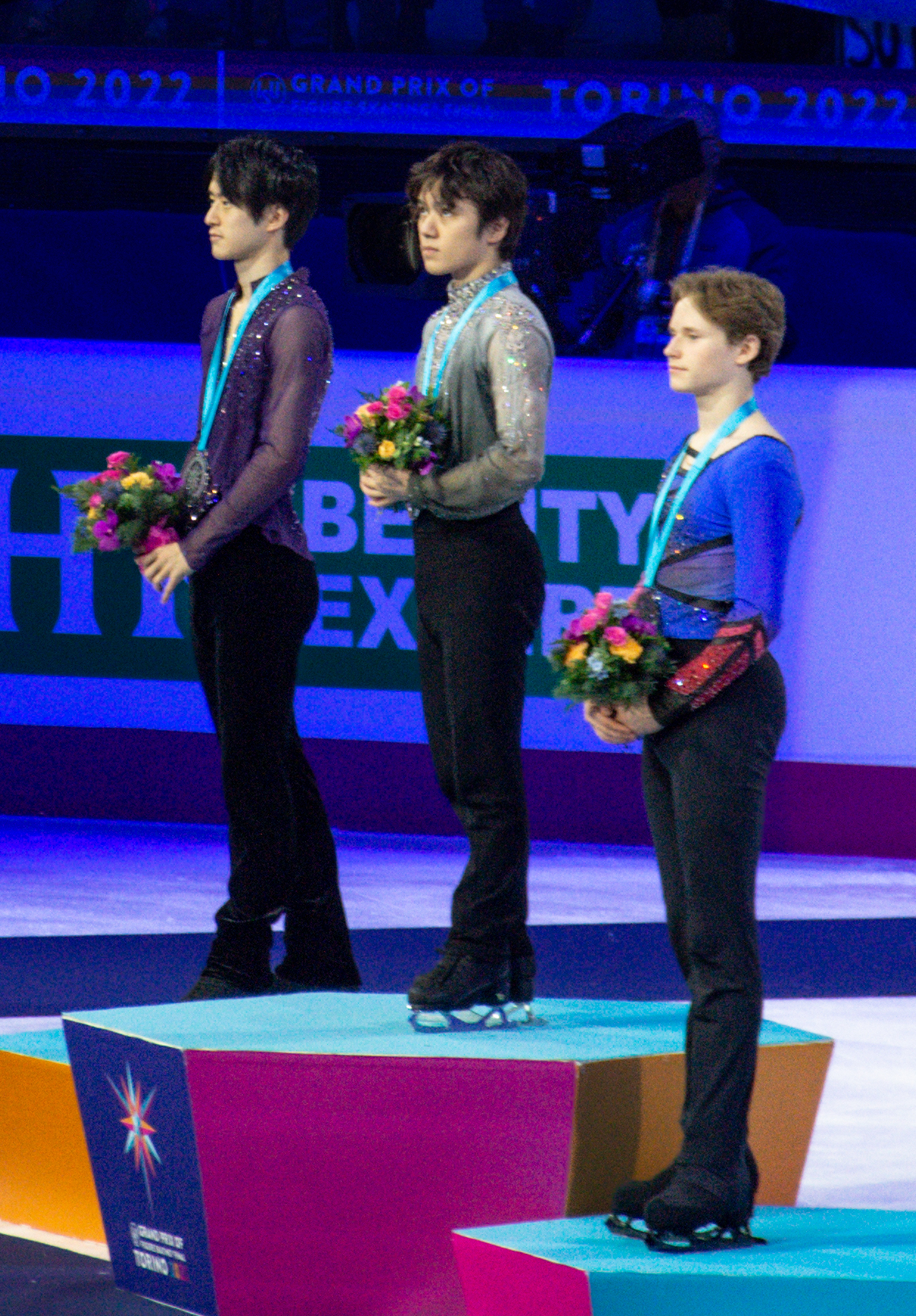
銅メダルを獲得した2022年グランプリファイナルの表彰式にて（写真右がマリニン）

2022–23シーズンからシニアクラスに移行。初戦のUSインターナショナルクラシックのフリースケーティングにて、世界で初めて4回転アクセルを成功させ、優勝を果たした。初参戦となるグランプリシリーズ1戦目のスケートアメリカでは、ショートプログラム4位からフリースケーティングで4回転アクセルを成功させ、逆転優勝を果たした。グランプリ2戦目のエスポーグランプリでも優勝し、自身初のグランプリファイナル進出を決めた。グランプリファイナルでは、ショートプログラムでミスが相次ぎ5位と出遅れるも、フリースケーティングでは4回転アクセルを含む5本の4回転ジャンプを着氷し、総合3位で銅メダルを獲得した。
全米選手権では初優勝を果たし、世界選手権代表に選ばれた。さいたま市で行われた世界選手権では、ショートプログラムで宇野昌磨に次ぐ2位につける。フリースケーティングでは6本の4回転ジャンプに挑戦し、4回転アクセルを成功させるも、回転不足などのミスで点数が伸びず3位、総合で銅メダルを獲得した。国別対抗戦ではショートプログラムで1位、フリースケーティングで5位となり、チームアメリカの優勝に貢献した。

#### 2023–24シーズン：世界選手権初優勝
2023–24シーズン、初戦のオータムクラシックで優勝。ジャパンオープンではオータムクラシックで回避した4回転アクセルを着氷した。グランプリシリーズ初戦のスケートアメリカでは世界歴代4位となる総合310.47点で優勝。2戦目のフランス杯ではショートプログラムで首位に立ったものの、フリースケーティングでアダム・シャオ・イム・ファに逆転され2位となった。グランプリファイナルでは、史上初めてショートプログラムで4回転アクセルを成功させ、106.90点で首位発進。フリースケーティングでは4回転アクセルで転倒したものの、その後は5本の4回転ジャンプを着氷し207.76点をマーク、総合では世界歴代3位となる314.66点の高得点をマークし初優勝を飾った。この試合で4回転ループを成功させたことで、マリニンは実戦で全6種類の4回転ジャンプを成功させた初の選手となった。

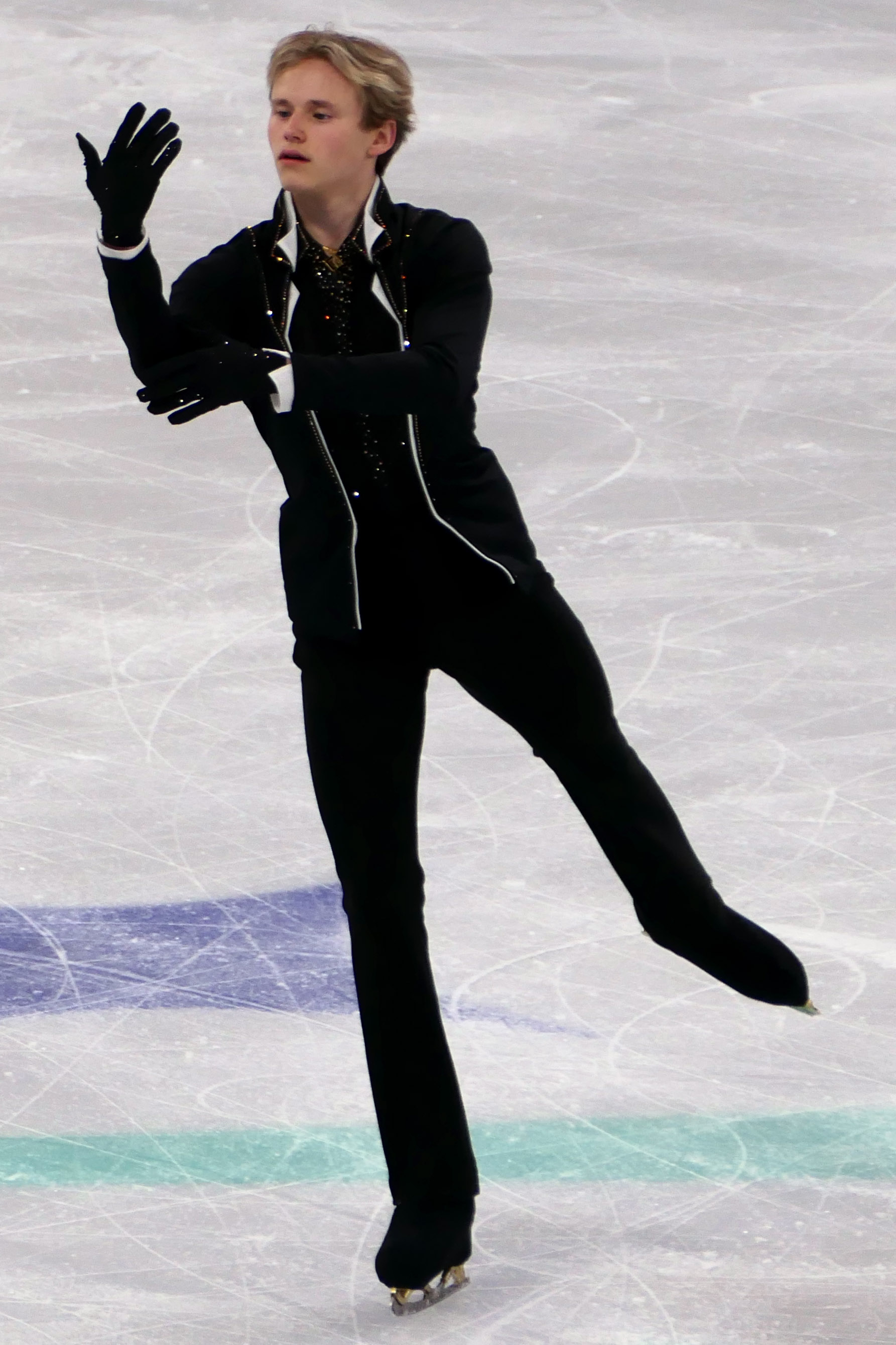
2024年世界選手権のフリースケーティングの演技

2024年1月の全米選手権では2連覇を達成。3月にモントリオールで行われた世界選手権では、ショートプログラムで4回転アクセルを回避し、首位の宇野昌磨と1.75点差の105.97点で3位につける。フリースケーティングでは冒頭の4回転アクセルや後半の4回転ルッツ-1回転オイラー-3回転フリップの3連続コンビネーションジャンプを含む5種類の4回転ジャンプ6本を全て成功させ、2019年にネイサン・チェンが記録した世界歴代最高得点を上回る227.79点をマーク、総合でも世界歴代2位の333.76点を叩き出し、2位の鍵山優真に24.11点差をつけ、初優勝を果たした。

## 技術・演技

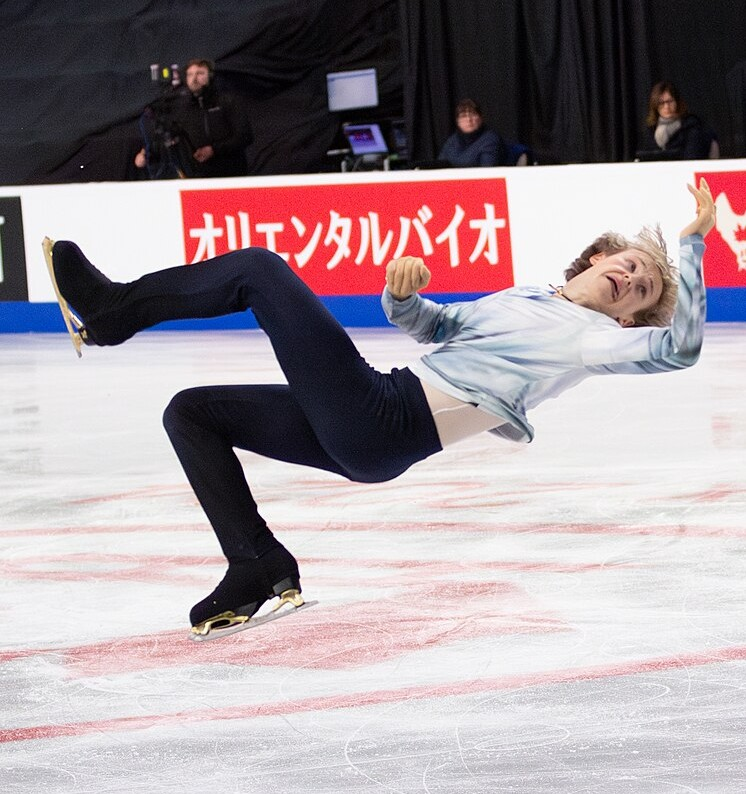
マリニンのラズベリーツイスト（2024年スケートカナダ）

全6種類の4回転ジャンプを跳ぶことができる。宇野昌磨はマリニンについて「（得意な）アクセルだけでなく全てのジャンプの質が高い」と評価している。
2022年USインターナショナルクラシックのフリースケーティングにて、世界で初めて4回転アクセルを成功させた。2023年グランプリファイナルでは史上初めてショートプログラムで4回転アクセルを成功させた。また、同大会のフリースケーティングで4回転ループを成功させたことにより、全6種類の4回転ジャンプを試合で成功させた初の選手となった。
2022–23シーズンのプログラムでは、アクセル、ルッツ、サルコウ、トウループの4種類の4回転ジャンプを組み込んでいる。2022年エスポーグランプリおよび2022年グランプリファイナルでは怪我のためルッツジャンプをすべて構成から外し、代わりに4回転フリップ等を組み込んだ。2023年世界選手権のフリースケーティングでは6本の4回転ジャンプに挑戦した。
2023–24シーズンのプログラムには、バタフライ動作で踏み切ったあと身体を横に倒し1回転する新技「ラズベリーツイスト」を取り入れている。

## 私生活
2023年にフォールズチャーチにあるジョージ・マーシャル高校を卒業し、以降はジョージ・メイソン大学に在学している。
「4回転の神」の愛称で知られており、自身のInstagramのユーザー名には「quadg0d（4回転の神）」を使用している。

## 記録・受賞

### 記録
- SP - ショートプログラム
- FS - フリースケーティング
- J - ジュニアクラス

| 日付          | 得点   | 部門   | 大会                     | 備考                                    |
| ------------- | ------ | ------ | ------------------------ | --------------------------------------- |
| 2022年4月14日 | 88.99  | SP J   | 2022年世界ジュニア選手権 | ジュニア歴代最高得点                    |
| 2022年4月16日 | 187.12 | FS J   | 2022年世界ジュニア選手権 | ジュニア歴代最高得点                    |
| 2022年4月16日 | 276.11 | 総合 J | 2022年世界ジュニア選手権 | ジュニア歴代最高得点                    |
| 2024年3月24日 | 227.79 | FS     | 2024年世界選手権         | 2019年7月のネイサン・チェンの記録を更新 |

| 日付          | 記録                                                                             | 大会                       | 出典       |
| ------------- | -------------------------------------------------------------------------------- | -------------------------- | ---------- |
| 2022年9月14日 | 史上初の4回転アクセル成功                                                        | 2022年USクラシック         | [ 18 ]     |
| 2022年9月15日 | 3回転ルッツ-3回転アクセルのジャンプシークエンス史上初成功                        | 2022年USクラシック         | [ 要出典 ] |
| 2023年12月7日 | 史上初のショートプログラムでの4回転アクセル成功                                  | 2023年グランプリファイナル | [ 31 ]     |
| 2023年12月9日 | 全6種類の4回転ジャンプを試合で成功させた初の選手となる                           | 2023年グランプリファイナル | [ 32 ]     |
| 2024年3月24日 | 4回転ルッツ-1回転オイラー-3回転フリップの3連続コンビネーションジャンプ史上初成功 | 2024年世界選手権           | [ 要出典 ] |

### 受賞
- ギネス世界記録「フィギュアスケート史上初の4回転アクセル成功」[42]
- 米タイム誌の2022年「次世代の100人」選出[43]
- 第3回ISUスケーティングアワード最優秀選手賞受賞[44]

## 競技成績

### ISUパーソナルベストスコア
- SP - ショートプログラム、FS - フリースケーティング
- TSS - 部門内合計得点（英: Total segment score）は太字
- TES - 技術要素点（英: Technical element score）、PCS - 演技構成点（英: Program component score）
- 太字・斜体は現行の世界最高得点

| 部門 | 種類 | 得点   | 大会             |
| ---- | ---- | ------ | ---------------- |
| 総合 | TSS  | 333.76 | 2024年世界選手権 |
| SP   | TSS  | 110.41 | 2025年世界選手権 |
| SP   | TES  | 64.21  | 2025年世界選手権 |
| SP   | PCS  | 46.20  | 2025年世界選手権 |
| FS   | TSS  | 227.79 | 2024年世界選手権 |
| FS   | TES  | 137.18 | 2024年世界選手権 |
| FS   | PCS  | 91.24  | 2025年世界選手権 |

### 戦績表
- 数字は個人戦における個人順位および団体戦におけるチーム順位。括弧内の数字は団体戦における個人順位。
- GP - ISUグランプリシリーズ
- CS - ISUチャレンジャーシリーズ

| 大会名                | 2020–21 | 2021–22 | 2022–23   | 2023–24 | 2024–25   | 2025–26 |
| --------------------- | ------- | ------- | --------- | ------- | --------- | ------- |
| 世界選手権            |         | 9位     | 3位       | 1位     | 1位       |         |
| GP ファイナル         |         |         | 3位       | 1位     | 1位       |         |
| GP エスポーグランプリ |         |         | 1位       |         |           |         |
| GP スケートアメリカ   | 5位     |         | 1位       | 1位     | 1位       |         |
| GP スケートカナダ     |         |         |           |         | 1位       | TBD     |
| GP フランス杯         |         |         |           | 2位     |           | TBD     |
| CS ロンバルディア杯   |         |         |           |         | 1位       |         |
| CS USクラシック       |         |         | 1位       |         |           |         |
| CS オータムクラシック |         |         |           | 1位     |           |         |
| CS アイスチャレンジ   |         | 3位     |           |         |           |         |
| チャレンジカップ      |         | 1位     |           |         |           |         |
| 世界国別対抗戦        |         |         | 1位 (2位) |         | 1位 (1位) |         |
| 全米選手権            |         | 2位     | 1位       | 1位     | 1位       |         |

- JGP - ISUジュニアグランプリシリーズ
- 無印 - ジュニアクラス
- N - ノービスクラス

| 大会名                 | 2018–19 | 2019–20 | 2021–22 |
| ---------------------- | ------- | ------- | ------- |
| 世界ジュニア選手権     |         | 16位    | 1位     |
| JGP ファイナル         |         |         | 中止    |
| JGP オーストリア       |         |         | 1位     |
| JGP フランス           |         |         | 1位     |
| JGP イタリア           |         | 7位     |         |
| JGP レークプラシッド   |         | 4位     |         |
| フィラデルフィアサマー |         | 1位     |         |
| アジアフィギュア杯     | 1位 N   |         |         |
| ゴールデンベア         | 2位 N   |         |         |
| 全米選手権             | 3位 N   | 欠場    |         |

### 詳細
- パーソナルベストは太字で表示
- SP - ショートプログラム、FS - フリースケーティング

| 2024-2025 シーズン    |                                                               |          |          |                 |
| 開催日                | 大会名                                                        | SP       | FS       | 結果            |
| 2025年4月17日 - 20日  | 2025年世界フィギュアスケート国別対抗戦（東京）                | 1 106.08 | 1 183.88 | 1 団体 (289.96) |
| 2025年3月25日 - 30日  | 2025年世界フィギュアスケート選手権（ボストン）                | 1 110.41 | 1 208.15 | 1 318.56        |
| 2025年1月20日 - 26日  | 2025年全米フィギュアスケート選手権（ウィチタ）                | 1 114.08 | 1 219.23 | 1 333.31        |
| 2024年12月5日 - 8日   | 2024/2025 ISUグランプリファイナル（グルノーブル）             | 1 105.43 | 2 186.69 | 1 292.12        |
| 2024年10月25日 - 27日 | ISUグランプリシリーズ スケートカナダ（ハリファックス）        | 1 106.22 | 1 195.60 | 1 301.82        |
| 2024年10月18日 - 20日 | ISUグランプリシリーズ スケートアメリカ（アレン）              | 1 99.69  | 2 190.43 | 1 290.12        |
| 2024年9月13日 - 15日  | ISUチャレンジャーシリーズロンバルディアトロフィー（ベルガモ） | 1 107.25 | 1 205.30 | 1 312.55        |

| 2023-2024 シーズン    |                                                      |          |          |          |
| 開催日                | 大会名                                               | SP       | FS       | 結果     |
| 2024年3月18日 - 24日  | 2024年世界フィギュアスケート選手権（モントリオール） | 3 105.97 | 1 227.79 | 1 333.76 |
| 2024年1月22日 - 28日  | 2024年全米フィギュアスケート選手権（コロンバス）     | 1 108.57 | 1 185.78 | 1 294.35 |
| 2023年12月7日 - 10日  | 2023/2024 ISUグランプリファイナル（北京）            | 1 106.90 | 1 207.76 | 1 314.66 |
| 2023年11月3日 - 5日   | ISUグランプリシリーズフランスグランプリ（アンジェ）  | 1 101.58 | 2 203.10 | 2 304.68 |
| 2023年10月20日 - 22日 | ISUグランプリシリーズ スケートアメリカ（アレン）     | 1 104.06 | 1 206.41 | 1 310.47 |

| 2022-2023 シーズン    |                                                                              |          |          |               |
| 開催日                | 大会名                                                                       | SP       | FS       | 結果          |
| 2023年4月13日 - 16日  | 2023年世界フィギュアスケート国別対抗戦（東京）                               | 1 105.90 | 5 173.64 | 1 団体 279.54 |
| 2023年3月20日 - 26日  | 2023年世界フィギュアスケート選手権（さいたま）                               | 2 100.38 | 3 188.06 | 3 288.44      |
| 2023年1月23日 - 29日  | 2023年全米フィギュアスケート選手権（サンノゼ）                               | 1 110.36 | 2 177.37 | 1 287.74      |
| 2022年12月8日 - 11日  | 2022/2023 ISUグランプリファイナル（トリノ）                                  | 5 80.10  | 2 191.84 | 3 271.94      |
| 2022年11月25日 - 27日 | ISUグランプリシリーズ エスポーグランプリ（エスポー）                         | 2 85.57  | 1 192.82 | 1 278.39      |
| 2022年10月21日 - 23日 | ISUグランプリシリーズ スケートアメリカ（ノーウッド）                         | 4 86.08  | 1 194.29 | 1 280.37      |
| 2022年10月8日         | ジャパンオープン2022（さいたま）                                             |          | 2 193.42 | 2 団体        |
| 2022年9月12日 - 16日  | ISUチャレンジャーシリーズ USインターナショナルクラシック（レークプラシッド） | 6 71.84  | 1 185.44 | 1 257.28      |

| 2021-2022 シーズン    |                                                             |          |           |          |
| 開催日                | 大会名                                                      | SP       | FS        | 結果     |
| 2022年4月13日 - 17日  | 2022年世界ジュニアフィギュアスケート選手権（タリン）        | 1 88.99  | 1 187.12  | 1 276.11 |
| 2022年3月21日 - 27日  | 2022年世界フィギュアスケート選手権（モンペリエ）            | 4 100.16 | 11 163.63 | 9 263.79 |
| 2022年2月24日 - 27日  | チャレンジカップ（ティルブルフ）                            | 2 84.55  | 1 176.14  | 1 260.69 |
| 2022年1月3日 - 9日    | 2022年全米フィギュアスケート選手権（ナッシュビル）          | 3 103.46 | 2 199.01  | 2 302.48 |
| 2021年11月11日 - 14日 | ISUチャレンジャーシリーズ オーストリア杯（グラーツ）        | 13 67.58 | 2 154.97  | 3 222.55 |
| 2021年10月6日 - 9日   | ISUジュニアグランプリシリーズ（リンツ）                     | 1 81.31  | 1 164.04  | 1 245.35 |
| 2021年8月18日 - 21日  | ISUジュニアグランプリシリーズ フランスⅠ（クールシュヴェル） | 1 80.07  | 1 134.57  | 1 214.64 |

| 2020-2021 シーズン    |                                                      |         |          |          |
| 開催日                | 大会名                                               | SP      | FS       | 結果     |
| 2020年10月23日 - 24日 | ISUグランプリシリーズ スケートアメリカ（ラスベガス） | 7 76.75 | 5 143.56 | 5 220.31 |

| 2019-2020 シーズン     |                                                           |          |           |           |
| 開催日                 | 大会名                                                    | SP       | FS        | 結果      |
| 2020年3月2日 - 8日     | 2020年世界ジュニアフィギュアスケート選手権（タリン）      | 13 74.02 | 18 121.95 | 16 195.97 |
| 2019年10月2日 - 5日    | ISUジュニアグランプリシリーズ（エーニャ）                 | 4 72.19  | 7 203.47  | 7 203.47  |
| 2019年8月28日 - 31日   | ISUジュニアグランプリシリーズ（レークプラシッド）         | 3 71.34  | 3 130.38  | 4 201.72  |
| 2019年7月29日 - 8月3日 | フィラデルフィアサマー ジュニアクラス（フィラデルフィア） | 1 71.50  | 1 130.34  | 1 201.84  |

## プログラム使用曲
| シーズン | ショートプログラム                                                                                          | フリースケーティング                                                                                            | エキシビション                                                                                        |
| -------- | --- | --- | --- |
| 2019–20  | Make It Rain - ドラマ『サンズ・オブ・アナーキー』より - 曲：エド・シーラン - 振付：タチアナ・マリニナ       | ライティングズ・オン・ザ・ウォール - 映画『007 スペクター』より - 作曲：サム・スミス - 振付：タチアナ・マリニナ | — |
| 2020–21  | ビリー・ジーン - 歌唱：デヴィッド・クック                                                                   | メドレー 1. Nobody Knows - 曲：Autograf 2. Golden Age - 曲：Woodkid                                             | — |
| 2021–22  | ビリー・ジーン - 歌唱：デヴィッド・クック                                                                   | メドレー 1. Nobody Knows - 曲：Autograf 2. Golden Age - 曲：Woodkid                                             | Make It Rain - ドラマ『サンズ・オブ・アナーキー』より - 曲：エド・シーラン - 振付：タチアナ・マリニナ |
| 2022–23  | I Put a Spell on You - 作曲：スクリーミン・ジェイ・ホーキンズ - 歌唱：ガルー - 振付：シェイ＝リーン・ボーン | ドラマ『ユーフォリア/EUPHORIA』より - 作曲：ラビリンス - 振付：ユーリス・ラザグリアエフ                         | Jealous - 曲：ラビリンス                                                                              |
| 2022–23  | I Put a Spell on You - 作曲：スクリーミン・ジェイ・ホーキンズ - 歌唱：ガルー - 振付：シェイ＝リーン・ボーン | ドラマ『ユーフォリア/EUPHORIA』より - 作曲：ラビリンス - 振付：ユーリス・ラザグリアエフ                         | The Search - 曲：NF                                                                                   |
| 2022–23  | I Put a Spell on You - 作曲：スクリーミン・ジェイ・ホーキンズ - 歌唱：ガルー - 振付：シェイ＝リーン・ボーン | ドラマ『ユーフォリア/EUPHORIA』より - 作曲：ラビリンス - 振付：ユーリス・ラザグリアエフ                         | All You Ever Wanted - 曲：Rag'n'Bone Man                                                              |
| 2023–24  | Malagueña - 演奏：ロニ・ベニス - 振付：シェイ＝リーン・ボーン                                               | ドラマ『メディア王 〜華麗なる一族〜』より - 作曲：ニコラス・ブリテル - 振付：シェイ＝リーン・ボーン             | All You Ever Wanted - 曲：Rag'n'Bone Man                                                              |
| 2023–24  | Malagueña - 演奏：ロニ・ベニス - 振付：シェイ＝リーン・ボーン                                               | ドラマ『メディア王 〜華麗なる一族〜』より - 作曲：ニコラス・ブリテル - 振付：シェイ＝リーン・ボーン             | Tout l'univers - 曲：Gjon's Tears                                                                     |
| 2023–24  | Malagueña - 演奏：ロニ・ベニス - 振付：シェイ＝リーン・ボーン                                               | ドラマ『メディア王 〜華麗なる一族〜』より - 作曲：ニコラス・ブリテル - 振付：シェイ＝リーン・ボーン             | I Got You (I Feel Good) - 歌唱：ジェームス・ブラウン                                                  |
| 2024–25  | Running - 演奏：NF - 振付：シェイ＝リーン・ボーン                                                           | I'm Not a Vampire - 曲：Falling in Reverse - 振付：シェイ＝リーン・ボーン                                       | |